# Cavaglietto
Cavaglietto est une commune italienne de la province de Novare dans la région du Piémont en Italie.

## Histoire
La commune a été rattachée en tant que frazione de Cavaglio d'Agogna entre 1928 et 1951.

## Administration
| Période                                  | Période | Identité     | Étiquette | Qualité |
| ---------------------------------------- | ------- | ------------ | --------- | ------- |
| 2014                                     | 2019    | Laura Lanaro |           |         |
| Les données manquantes sont à compléter. |         |              |           |         |

### Communes limitrophes
Barengo, Cavaglio d'Agogna, Fontaneto d'Agogna, Suno (Italie), Vaprio d'Agogna.